# 삼우중학교
삼우중학교(三又中學校)는 대한민국 전북특별자치도 완주군 이서면 상개리에 있는 사립 중학교이다.

## 학교 연혁
- 1964년 10월 14일 : 학교법인 우곡학원 설립인가
- 1964년 12월 5일 : 삼우중학교 개교
- 2024년 1월 16일 : 제57회 졸업장 수여식 68명(총 졸업생 7,889명)
- 2024년 3월 1일 : 제7대 임덕래 교장 취임
- 2024년 3월 4일 : 제60회 입학식(92명)

## 참고 자료
- 삼우중학교 - 한국교육학술정보원 학교알리미